# Carinefferia prolificus
Carinefferia prolificus là một loài ruồi trong họ Asilidae. Carinefferia prolificus được Osten-Sacken miêu tả năm 1887. Loài này phân bố ở vùng Tân Bắc giới.